# Llamil Simes
Llamil Simes dit "El Turc" (Córdoba, ? - ?, 20 de febrer de 1980) fou un futbolista argentí, que jugava com a davanter.
Nascut a Córdoba, va sorgir del Club Atlético Huracán on s'hi va estar entre 1943 i 1947, passant pel Racing Club de Avellaneda entre 1948 i 1955. "El Turc" va ser titular del Tricampionat del Racing de 1949, 1950 i 1951, amb una inoblidable davantera, al costat de Rubén Bravo i Norberto Méndez. És el tercer golejador històric de l'Acadèmia, darrere d'Evaristo Barrera i Pizzutti. Finalment va passar pel Club Atlético Tigre el 1956, any en què va acabar la seua carrera futbolística. Va marcar 154 gols en primera divisió, xifra que el situa entre els vint primers golejadors de la història. No obstant això, en una època de veritables cracks (Moreno, Méndez, Labruna, Pontoni i tants més), mai va tenir lloc amb la casaca argentina. Un dels grans oblidats. Fou Màxim golejador del campionat argentí de futbol l'any 1949 amb 26 gols.